# Arctium tomentosum
La bardana lanuta (Arctium tomentosum Miller, 1768) è una pianta erbacea angiosperma dicotiledone appartenente alla famiglia delle Asteraceae.

## Etimologia
Il nome Arctium, come tanti altri, fu introdotto nella sistematica da Linneo, ma sicuramente l'origine è più antica. "Arctium" (in greco "arction") vuol dire orso (= "arctos"). Probabilmente si fa riferimento alla villosità e all'aspetto ispido della pianta. L'epiteto specifico tomentosum fa riferimento all'indumento tipico di questa specie (la superficie di alcune parti della pianta è ricoperta come la lana - vedi anche il nome comune italiano).

Il binomio scientifico attualmente accettato è stato proposto dal botanico scozzese Philip Miller (Chelsea, 1691 – Chelsea, 1771) nella pubblicazione "Gardeners Dictionary, Edition 8. London" del 1768.

## Descrizione

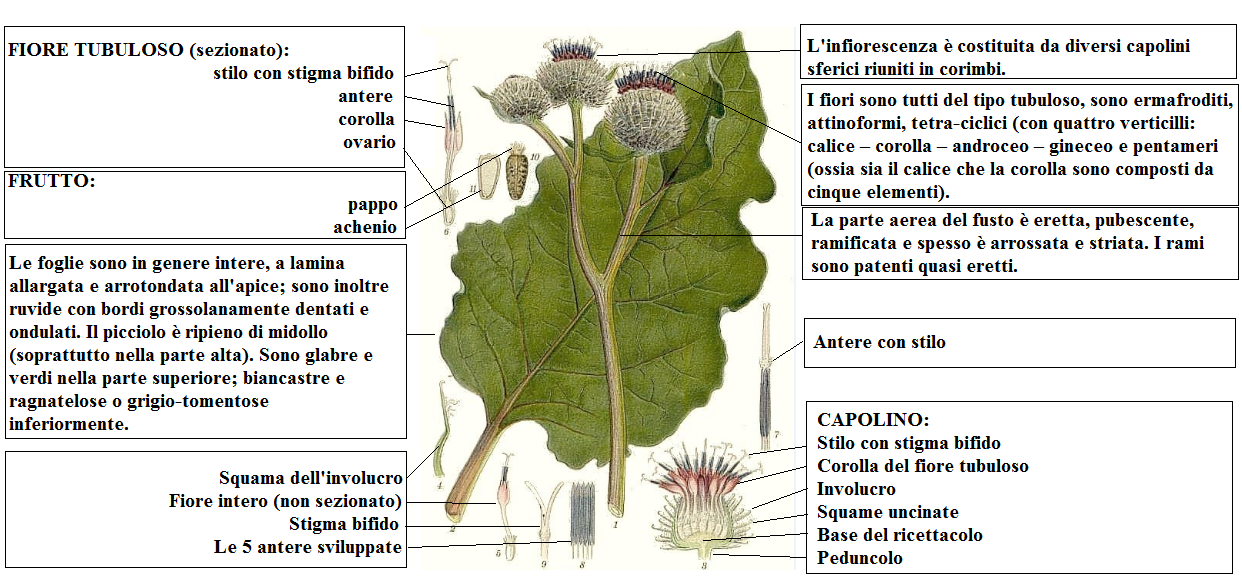
Descrizione delle parti della pianta

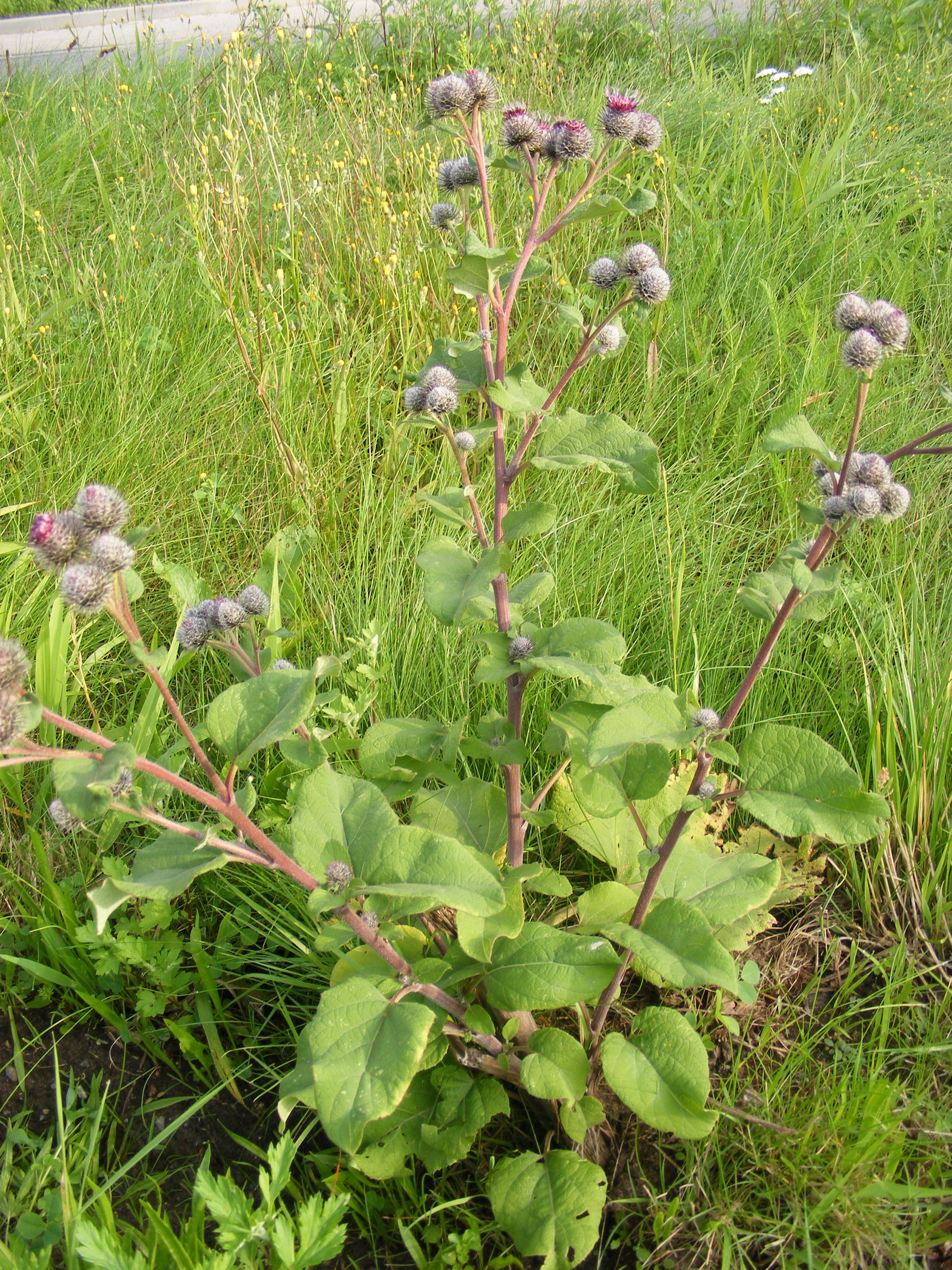
Il portamento

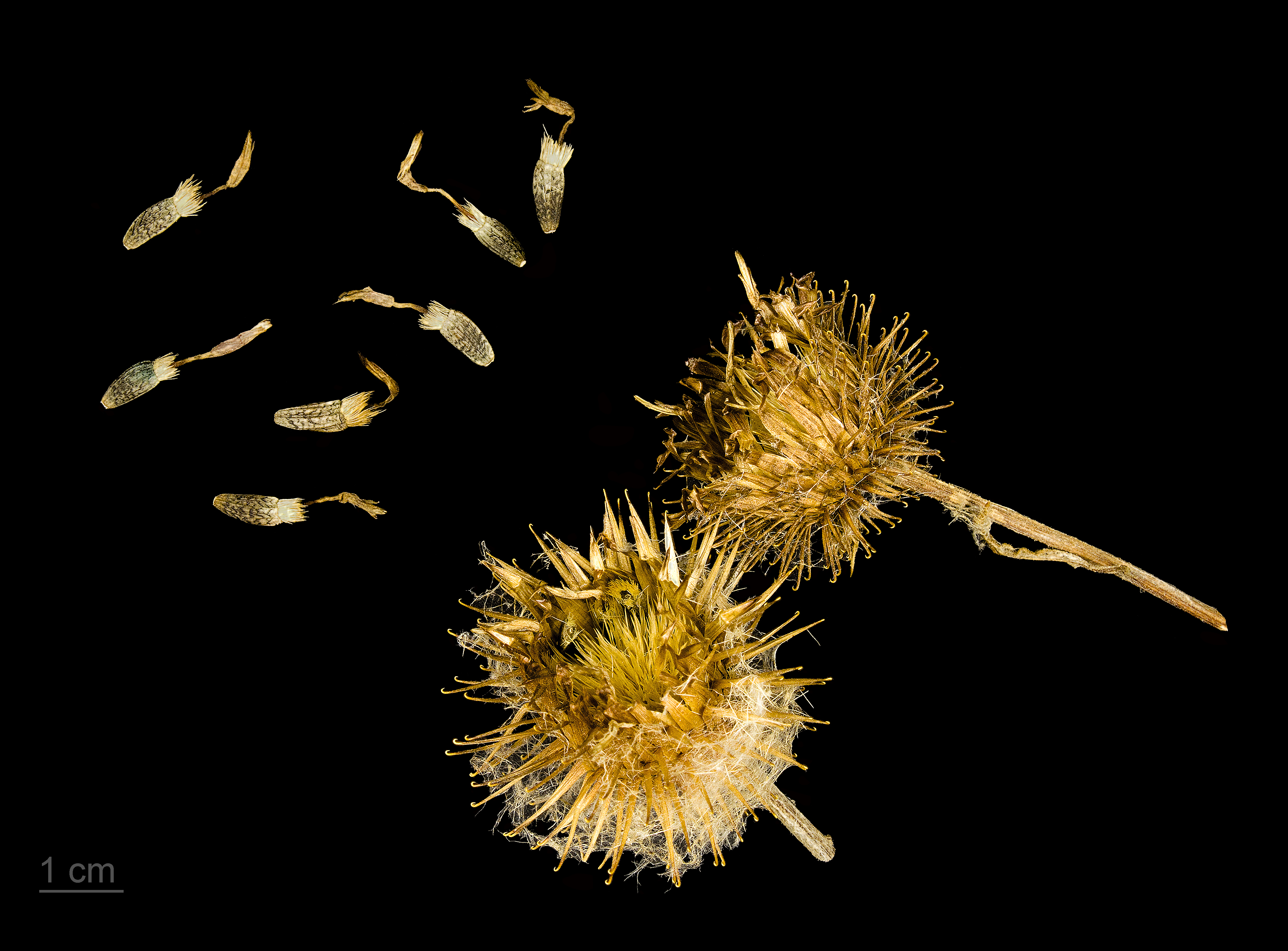
Arctium tomentosum

La bardana lanuta è alta da 5 a 12 dm (massimo 25 dm). La forma biologica è emicriptofita bienne (H bienn): si tratta quindi di una pianta a ciclo di sviluppo biennale (nel primo anno si formano solamente le foglie; i fiori si sviluppano nel secondo), mentre la riproduzione avviene tramite gemme poste a livello del terreno. Il ciclo biologico di questa pianta in particolare può essere anche annuo e quindi la forma biologica diventa terofita scaposa (T scap).

### Radici
La radice è di tipo fittonante.

### Fusto
- Parte ipogea: la parte sotterranea è un fittone (e quindi il fusto ipogeo è praticamente inesistente).
- Parte epigea: la parte aerea del fusto è eretta, pubescente, ramificata e spesso è arrossata e striata. I rami sono patenti quasi eretti.

### Foglie

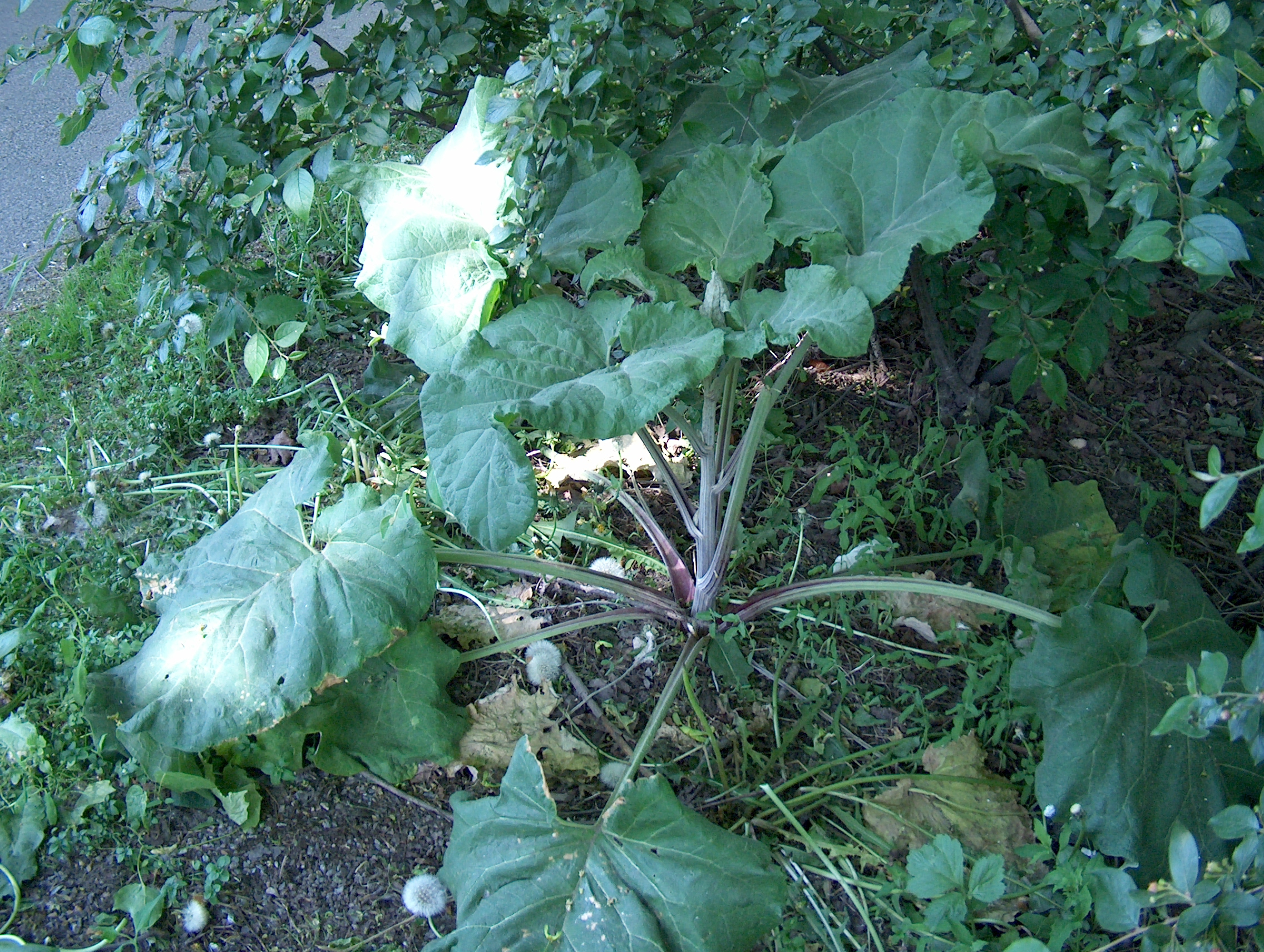
Le foglie basali

Le foglie sono in genere intere, a lamina allargata e arrotondata all'apice; sono inoltre ruvide con bordi grossolanamente dentati e ondulati. Il picciolo è ripieno di midollo (soprattutto nella parte alta). Sono glabre e verdi nella parte superiore; biancastre e ragnatelose o grigio-tomentose inferiormente.
- Foglie basali: picciolate a lamina ovale-cuoriforme.
- Foglie cauline: la disposizione delle foglie lungo il caule è alterno; sono sessili e la forma della lamina è lanceolata.

Lunghezza del picciolo: 10 – 15 cm. Dimensioni delle foglie: larghezza 16 – 28 cm; lunghezza 30 – 40 cm.

### Infiorescenza

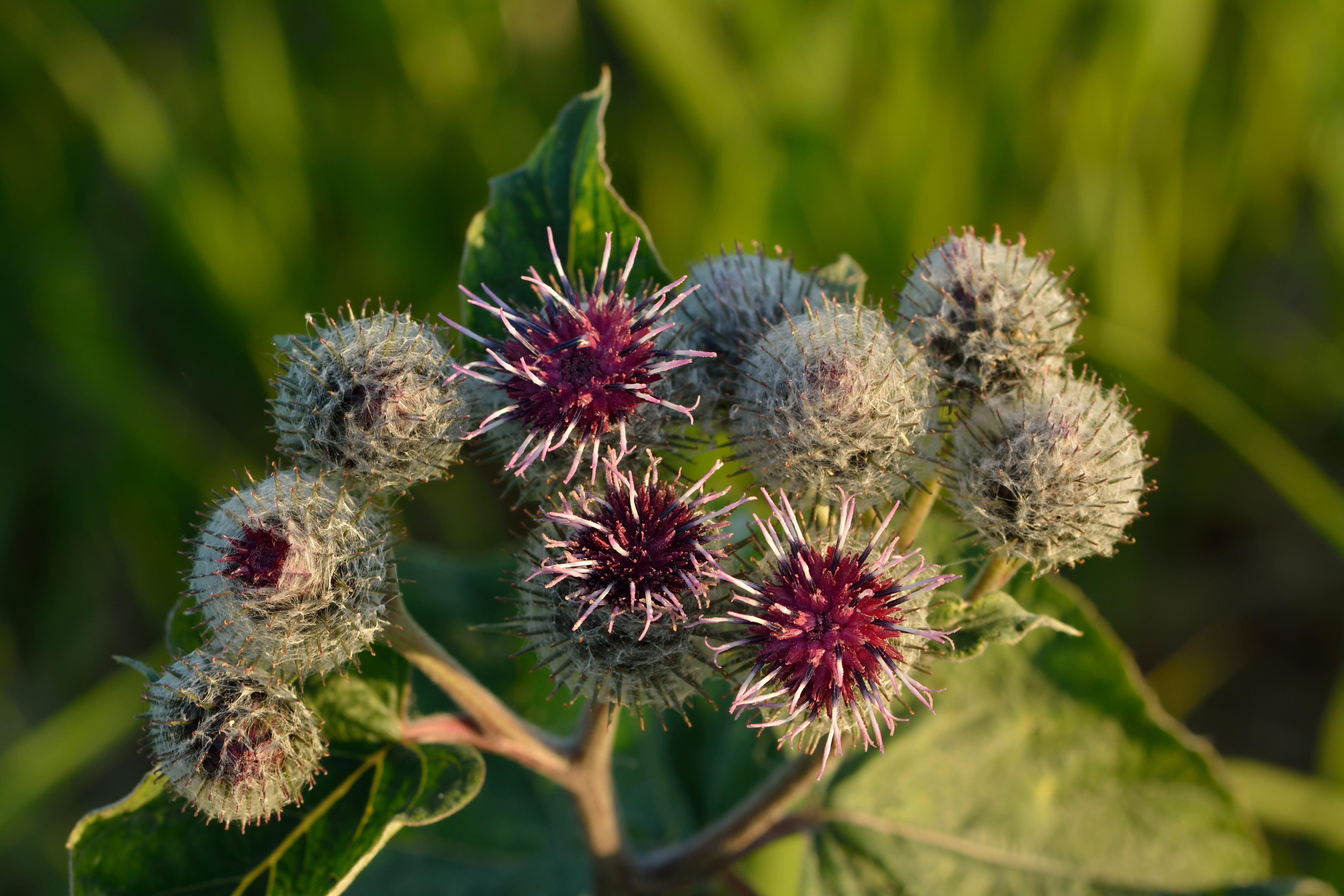
Infiorescenza

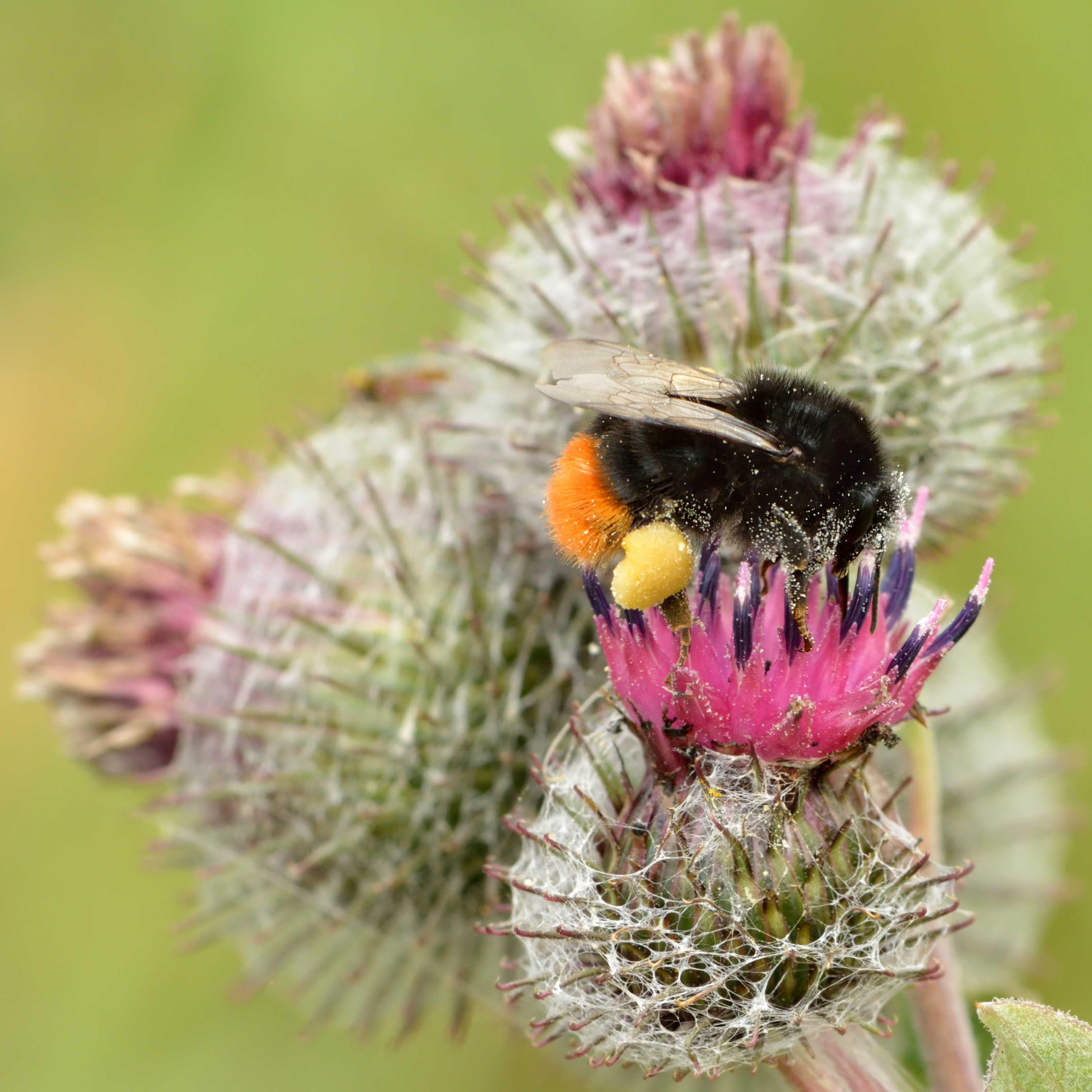
Impollinazione

L'infiorescenza è costituita da diversi capolino sferici riuniti in corimbi. La struttura dei capolini è quella tipica delle Asteraceae: un peduncolo (o pedicello) sorregge un involucro composto da diverse brattee (o squame) lesiniformi, verdi e sub-glabre disposte su più serie che fanno da protezione al ricettacolo più o meno piano sul quale s'inseriscono i fiori tubulosi (da 30 a oltre). Le squame sono persistenti e di dimensioni diverse e comunque inferiori ai fiori; i bordi sono finemente seghettati; l'apice di quelle esterne è uncinato, mentre in quelle interne l'apice è diritto; tutte sono densamente ragnatelose e arrossate. Lunghezza dei peduncoli: 1,5 - 12 cm. Diametro dei capolini: 2 - 2,5 cm. Diametro degli involucri: 15 – 25 mm.

### Fiore
I fiori sono tutti del tipo tubuloso (il tipo ligulato, i fiori del raggio, presente nella maggioranza delle Asteraceae, qui è assente), sono ermafroditi, attinoformi, tetra-ciclici (con quattro verticilli: calice – corolla – androceo – gineceo) e pentameri (ossia sia il calice che la corolla sono composti da cinque elementi).
- Formula fiorale:

- /x K {\displaystyle \infty }, [C (5), A (5)], G 2 (infero), achenio

- Calice: i sepali del calice sono ridotti ad una coroncina di squame.
- Corolla: la corolla ha una forma cilindrica terminante con 5 denti; il colore è da rosa a viola (a volte sono bianche). Lunghezza: 9 – 13 mm.
- Androceo: gli stami sono 5 con filamenti liberi e glabri; le antere sono saldate fra di loro e formano un manicotto circondante lo stilo.
- Gineceo: l'ovario è infero e uniloculare formato da 2 carpelli; lo stilo è unico con uno stimma terminale bifido e glabro (è presente solamente un ciuffo di peli all'apice dello stilo).
- Fioritura: da luglio a settembre.

### Frutti
Il frutto è un achenio di pochi millimetri (5 – 8 mm) di colore scuro. Il pappo presenta una coroncina di brevi setole. Lunghezza delle setole: 1 – 3 mm.

## Biologia
- Impollinazione: l'impollinazione avviene tramite insetti (impollinazione entomogama tramite farfalle diurne e notturne).
- Riproduzione: la fecondazione avviene fondamentalmente tramite l'impollinazione dei fiori (vedi sopra).
- Dispersione: i semi cadendo a terra sono successivamente dispersi soprattutto da insetti tipo formiche (disseminazione mirmecoria). In questo tipo di piante avviene anche un altro tipo di dispersione: zoocoria. Infatti gli uncini delle brattee dell'involucro si agganciano ai peli degli animali di passaggio disperdendo così anche su lunghe distanze i semi della pianta.

## Distribuzione e habitat

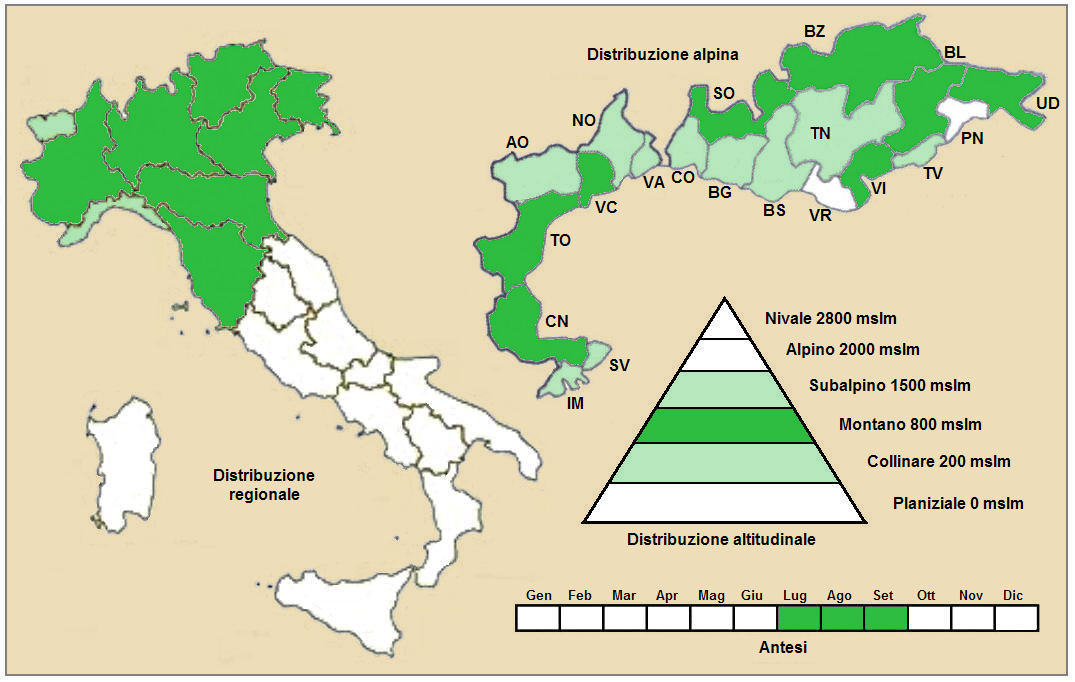
Distribuzione della pianta
(Distribuzione regionale – Distribuzione alpina)

- Geoelemento: il tipo corologico (area di origine) è Eurasiatico temperato / Eurosiberiano.
- Distribuzione: in Italia è rara e si trova al Nord. Nelle Alpi è distribuita in modo discontinuo. Oltreconfine (sempre nelle Alpi) si trova in Francia (dipartimenti di Alpes-de-Haute-Provence, Isère e Alta Savoia), in Svizzera (quasi in tutti i cantoni), in Austria e in Slovenia. Sui rilievi montani europei si trova nella Foresta Nera, Vosgi, Massiccio del Giura, Massiccio Centrale, Monti Balcani e Carpazi.[5] È presente nel resto dell'Europa, mentre è considerata "introdotta" nell'America del Nord.[9]
- Habitat: l'habitat preferito da questa specie sono le zone ruderali, gli incolti, le siepi e le aree lungo le strade, in ambienti preferibilmente umidi. Il substrato preferito è calcareo ma anche calcareo/siliceo con pH basico, alti valori nutrizionali del terreno che deve essere mediamente umido.
- Distribuzione altitudinale: sui rilievi queste piante si possono trovare da 100 fino a 1500 m s.l.m.; frequentano quindi i seguenti piani vegetazionali: montano e parzialmente quello collinare.

### Fitosociologia
Dal punto di vista fitosociologico la specie di questa scheda appartiene alla seguente comunità vegetale:
Formazione : delle comunità perenni nitrofile
Classe : Artemisietea vulgaris
Ordine : Onopordetalia acanthii
Alleanza : Arction lappae

## Tassonomia
La famiglia di appartenenza di questa voce (Asteraceae o Compositae, nomen conservandum) probabilmente originaria del Sud America, è la più numerosa del mondo vegetale, comprende oltre 23.000 specie distribuite su 1.535 generi, oppure 22.750 specie e 1.530 generi secondo altre fonti (una delle checklist più aggiornata elenca fino a 1.679 generi). La famiglia attualmente (2021) è divisa in 16 sottofamiglie.

### Filogenesi
Il genere Arctium (con 44 specie, 4 delle quali nella flora spontanea italiana) appartiene alla sottotribù Arctiinae (in precedenza era descritto nel gruppo tassonomico informale Arctium-Cousinia Group)  (tribù Cardueae, sottofamiglia Carduoideae). In natura esistono inoltre molti ibridi in quanto le singole specie sono interfertili.

Il numero cromosomico di A. tomentosum è: 2n = 36.

### Ibridi
In questo elenco sono indicati alcuni ibridi intragenerici:
- Arctium × ambiguum (Celak.) G. Beck ex Nyman, 1889 - Ibrido con Arctium lappa
- Arctium × bretonii Rouy, 1912 - Irido con Arctium minus
- Arctium × leiobardanum Juz. & C.Serg. ex Stepanov - Ibrido con Arctium leiospermum Juz. & Ye.V.Serg., 1957
- Arctium × mixtum (Simonk.) Nyman, 1889 - Irido con Arctium minus
- Arctium × neumanii Rouy, 1905 - Ibrido con Arctium nemorosum

### Sinonimi
Questa entità ha avuto nel tempo diverse nomenclature. L'elenco seguente indica alcuni tra i sinonimi più frequenti:
- Arctium chabertii Briq. & Cavill.
- Arctium leptophyllum Klokov
- Arctium leptophyllum subsp. leptophyllum
- Arctium tomentosum subsp. tomentosum
- Lappa tomentosa Lam.

### Specie simili
- Arctium lappa L. - Bardana maggiore: è più grande e più vigorosa della Bardana minore (i capolini hanno dimensione di 3 - 4 cm); inoltre le foglie sono più larghe e i rami superiori si presentano con una configurazione corimbosa.
- Arctium minus (Hill) Bernh. - Bardana minore: è meno grande e meno vigorosa della Bardana maggiore (i capolini hanno dimensione di 1-2 millimetri). Inoltre le foglie sono più strette
- Arctium nemorosum Lej. et Court. - Bardana selvatica: si differenzia per la diversa ramificazione che conferisce alla pianta un aspetto piramidale e per le squame involucrali colorate diversamente (arrossate e giallastre sugli uncini); i capolini hanno dimensione di 3 - 4 cm.

## Altre notizie
La Bardana lanuta in altre lingue viene chiamata nei seguenti modi:
- (DE)  Filzige Klette
- (FR)  Bardane tomenteuse
- (EN)  Cotton Burdock